# Баджамаль, Абдель Кадер
Абдель Кадер Баджамаль (араб. عبد القادر باجمال‎; 18 февраля 1946, Хадрамаут — 7 сентября 2020) — йеменский государственный деятель.

## Биография
В 1974 году стал бакалавром торговли Каирского университета.
В 1978—1980 годах — преподаватель экономического факультета Аденского университета.
В 1979—1980 годах — первый заместитель министра планирования НДРЙ.
В 1980—1985 годах — министр промышленности и председатель Генерального управления нефти и минеральных ресурсов НДРЙ.
С 1985 года — министр энергетики и минеральных ресурсов НДРЙ.
После событий 1986 года за разногласия с руководством Социалистической партии брошен на три года в тюрьму, где был обвинен в либеральных взглядах и в неприязни социализма советского типа.
С 1990 года — депутат Парламента Йеменской Республики.
В 1991—1994 годах — председатель Государственного комитета по делам Аденской свободной экономической зоны.
С 1994 года — заместитель Председателя Совета министров и министр планирования и развития ЙР.
С 1998 года — заместитель Председателя Совета министров и министр иностранных дел ЙР.
В 2001—2007 годах — Председатель Совета министров ЙР.
Умер 7 сентября 2020 года в ОАЭ.